# 나가이 히비키
나가이 히비키(일본어: 長井 響, 2000년 1월 29일~)는 일본의 축구 선수이다.

## 구단 경력
그는 2022년 J3리그의 가이나레 돗토리에 입단했다. 2024년 일본 풋볼 리그의 오키나와 SV로 이적했다. 2025년 J3리그의 고치 유나이티드 SC로 이적했다.